# Ma famille et autres animaux
Ma famille et autres animaux (My Family and Other Animals) (1956) est une œuvre autobiographique du naturaliste britannique Gerald Durrell. Il raconte avec beaucoup d'humour et de façon parfois très romancée les années qu'il a vécues enfant avec sa mère, ses deux frères et sa sœur sur l'île grecque de Corfou de 1935 à 1939. Son récit évoque principalement sa famille, ses découvertes naturalistes et quelques personnages importants. Cet ouvrage est le premier et le plus connu de « La trilogie de Corfou » que complètent Oiseaux, bêtes et grandes personnes  (1969) et Le Jardin des dieux
(1978).
Durrell avait déjà écrit plusieurs livres à succès sur ses voyages destinés à collecter des animaux pour les zoos lorsqu'il publia Ma famille et autres animaux en 1956. Son exagération comique des points faibles de sa famille — dont l'un des membres était son frère aîné Lawrence Durrell, devenu un romancier et poète célèbre — et sa passion pour la nature sont à l'origine de son grand succès. C'est ainsi que Gerald Durrell a pu fonder le zoo de Jersey, dans les îles Anglo-Normandes. Il est par la suite devenu une personnalité du petit écran. Ses livres ont contribué à stimuler le développement du tourisme à Corfou.

## Résumé
Le livre est un récit autobiographique portant sur cinq années de l'enfance de Gerald Durrell, âgé de dix ans au début de la saga. Il est divisé en trois sections, correspondant aux trois villas successivement louées sur l'île. La famille est composée de la mère, Louisa, une veuve douce, bienveillante, toujours un peu décalée et facilement manipulée par ses enfants ; du fils aîné, Lawrence (Larry), passionné d'art et de littérature, brillant mais quelque peu tyrannique ; du second fils, Leslie, amateur d'armes à feu et de chasse ; de la seule fille, Margaret (Margo), adolescente sentimentale, soucieuse de son apparence et qui ne manque pas de répartie ; enfin de l'auteur lui-même, Gerald (Gerry), naturaliste passionné dont les découvertes, rapportées à la maison, ne cessent d'y jeter la panique. Gerry est en permanence accompagné de son chien Roger. La famille est farouchement protégée par son ami chauffeur de taxi, Spiro (Spiro "Americano" Hakiaopulos) et bénéficie aussi de l'accompagnement amical du docteur Theodore Stephanides, un polymathe gréco-britannique qui est pour Gerald une ressource inépuisable en matière de sciences naturelles. D'autres personnages, souvent excentriques, sont évoqués au fil du récit, en particulier les précepteurs de Gerald et les invités, artistes et écrivains, de Larry. Gerald Durrell s'attache aussi à camper des personnages du cru, Corfiotes attachants et souvent amicaux.

## Contexte
Le livre a été écrit en 1955 à Bournemouth, où Durrell se remettait d'une sévère jaunisse. Alors qu'il prétendait souvent vivre l'écriture comme une corvée, il en alla différemment de ce récit ; sa première épouse Jacquie se souvenait : « Jamais je n'ai vu Gerry travailler ainsi ; cela semblait couler de sa personne ». Durrell a soutenu qu'« il avait commencé comme un bon cuisinier avec trois ingrédients qui, délicieux seuls, étaient encore meilleurs lorsqu'ils étaient associés : le paysage envoûtant d'une île grecque avant que le tourisme ne l'ait gâché ; sa découverte d'habitants authentiques, animaux et Grecs, devenus des amis ; la conduite excentrique de tous les membres de sa famille. » Le livre connut un succès immédiat.
Bien que Ma famille et autres animaux soit présentée comme un récit autobiographique, sinon complètement objectif, les événements décrits ne sont pas toujours vrais. En particulier, Larry vivait dans une autre partie de Corfou avec sa première épouse, Nancy, que Gerald ne mentionne jamais. La chronologie des événements est également inexacte et la raison du départ des Durrell de Corfou (le déclenchement imminent de la Seconde Guerre mondiale) n'est pas précisée ; il est au contraire sous-entendu que la famille est retournée en Angleterre pour l'éducation de Gerald.
Cependant, le livre réussit à restituer les impressions et les émotions de Gerald, de ses dix ans à ses quatorze ans, de manière extrêmement vivante, avec un humour et une joie de vivre remarquables. Lawrence Durrell commenta: « C'est un livre très méchant, très drôle et, j'en ai peur, assez proche de la vérité — le meilleur argument que je connaisse pour maintenir les enfants de treize ans dans les internats et ne pas les laisser traîner dans la maison à écouter les conversations de leurs aînés ».
Le livre a été publié par Rupert Hart-Davis Ltd en 1956 puis en livre de poche par Penguin Books en 1959. Il est régulièrement réimprimé depuis. Traduit en français en 1972 pour le compte des Éditions J'ai lu, sous le titre Féeries dans l'île, le livre a fait l'objet de nouvelles éditions depuis, avec un titre conforme à l'édition britannique.

## Adaptations

### Télévision et cinéma

#### 1987
En 1987, le livre a été adapté par la BBC sous forme d'une série télévisée  de dix épisodes, My Family and Other Animals (scénario : Charles Wood ; réalisation : Peter Barber-Fleming). Hannah Gordon est en vedette dans le rôle de Louisa Durrell, Brian Blessed interprétant Spiro Amerikanos et Darren Redmayne le jeune Gerry. Nigel Marven, du département d'histoire naturelle  de Bristol, était responsable de la gestion des animaux ; Denis McKeown, alors doctorant à la faculté de psychologie de l'université du Sussex, a assuré le dressage du célèbre pigeon Quasimodo. Le thème musical est sifflé par Ken Barrie, qui était également la voix du personnage de télévision pour enfants Postman Pat .

#### 2005
En 2005, la BBC a réalisé une nouvelle adaptation, un film de 90 minutes, mettant en vedette Eugene Simon dans le rôle du jeune Gerry, Imelda Staunton dans le rôle de Louisa Durrell et Omid Djalili dans celui de Spiro. Cette adaptation est signée Simon Nye.

#### 2016-2019
Le 3 avril 2016, ITV a commencé la diffusion d'une série en six épisodes : The Durrells, également adaptée par Simon Nye. Librement basée sur la Trilogie de Corfou, elle met en vedette Keeley Hawes dans le rôle de Louisa Durrell et Milo Parker dans celui de Gerald. Trois saisons ultérieures de The Durrells ont été diffusées, en 2017, 2018 et 2019. La première série se déroule en 1935, la deuxième en 1936, la troisième en 1937 et la quatrième en 1938-39.

### Théâtre
En 2006, la compagnie de théâtre à vocation éducative du Centre artistique de Jersey a produit la première version scénique, pour célébrer le 50e anniversaire de la publication du livre. Adaptée et mise en scène par Daniel Austin, la pièce a été créée le 22 février 2007 à l'école Rouge Bouillon de Saint-Hélier.

## Titres similaires
Plusieurs œuvres littéraires font référence au titre du livre de Gerald Durrell, notamment : le roman de Josephine Feeney, My Family and Other Natural Disasters (1995) ; le récit de Simon Doonan Nasty : My Family and Other Glamorous Varmints (2005) ; celui de Kirin Narayan My Family and Other Saints (2007) ; l’autobiographie de Clare Balding My Animals and Other Family (2014).
Dans Le livre de recettes de Nanny Ogg par Terry Pratchett, il y a une référence à un livre fictif intitulé Ma famille et autres loups-garous (My Family and other Werewolves).
Martin Clunes a animé une émission de télé-réalité britannique sur ITV, appelée Mes voyages et autres animaux.